# Прадена-де-Атьєнса
Прадена-де-Атьєнса (ісп. Prádena de Atienza) — муніципалітет в Іспанії, у складі автономної спільноти Кастилія-Ла-Манча, у провінції Гвадалахара. Населення — 42 особи (2010).
Муніципалітет розташований на відстані близько 100 км на північний схід від Мадрида, 60 км на північ від Гвадалахари.

## Демографія
Динаміка населення (INE ):